# Walcownia żelaza
Walcownia żelaza (niem. Eisenwalzwerk (Moderne Cyklopen)) – realistyczny obraz olejny namalowany przez niemieckiego malarza i grafika Adolpha von Menzla w latach 1872–1875, znajdujący się w zbiorach Starej Galerii Narodowej w Berlinie.

## Opis
Obraz Menzla powstały na podstawie szkiców wykonanych w 1872 podczas pobytu artysty w Królewskiej Hucie (obecnie Chorzów), przedstawia wnętrze ciemnej walcowni, w której pracuje mrowie hutników wykonujących różne czynności. Menzel wyznaczył na obrazie trzy główne strefy, w których skupił się na szczegółach ciężkiej pracy w walcowni.
Środkowa część płótna skupia uwagę widza na świetle iskrzącej walcarki, przy której pracuje pięciu robotników, operujących trzema szczypcami oraz dyszlem. Dwóch z nich podciąga do niej kawałek żelaza ułożonego na podnoszonym przez nich dyszlu, a dwaj pozostali operują szczypcami w celu bezpiecznego przeniesienia żelaza do walcarki. Trzeci robotnik na bliższym planie, który także trzyma w dłoniach szczypce, bacznie obserwuje to, co się dzieje, ubezpieczając pozostałych. Z drugiej strony walcarki znajdują się inni hutnicy, czekający na odbiór przewalcowanego materiału.
Po prawej stronie obrazu, na pierwszym planie w dolnym rogu, widoczni są trzej robotnicy podczas przerwy w pracy – jeden zjada rybę, drugi opróżnia zawartość butelki, a trzeci jest wyraźnie zmęczony. Przed nimi znajduje się dziewczyna pochylona nad koszem, która jako jedyna na obrazie, nawiązuje bezpośredni kontakt wzrokowy z widzem.
Po lewej stronie obrazu widoczni są robotnicy z gołymi torsami, którzy zakończyli już swoją zmianę i obmywają swoje ciała, natomiast na pierwszym planie jeden z robotników ciągnie wypełniony czymś wózek. W oddali kroczy mężczyzna w kapeluszu nadzorujący pracę robotników i maszyn.
Realistyczny obraz Adolpha von Menzla namalowany w czasie rewolucji przemysłowej, doskonale oddaje warunki, w jakich pracowali robotnicy w ówczesnych fabrykach: brak odpowiednich ubiorów ochronnych i butów, przerwa na posiłek i umycie się po zakończonej pracy bez specjalnie do tego wydzielonych pomieszczeń.     